# Zeynep Sönmez
| jaar | rang enkelspel | rang dubbelspel |
| ---- | -------------- | --------------- |
| 2017 | 1208           | –               |
| 2019 | 663            | 1118            |
| 2020 | 628            | 1132            |
| 2021 | 531            | 1032            |
| 2022 | 345            | 952             |
| 2023 | 159            | –               |
| 2024 | 91             | –               |

Zeynep Sönmez (Istanbul, 30 april 2002) is een tennisspeelster uit Turkije. Sönmez speelt rechtshandig en heeft een tweehandige backhand. Zij is actief in het internationale tennis sinds 2017.

## Loopbaan

### Enkelspel
Sönmez debuteerde in 2017 op het ITF-toernooi van haar geboorteplaats Istanbul (Turkije). Zij stond in 2018 voor het eerst in een finale, op het ITF-toernooi van Antalya (Turkije) – zij verloor van de Oekraïense Darija Snihoer. In 2020 veroverde Sönmez haar eerste titel, op het ITF-toernooi van Antalya (Turkije), door de Griekse Sapfo Sakellaridi te verslaan. Tot op heden(juli 2025) won zij vier ITF-titels, de meest recente in 2023 in Tallinn (Estland).
In 2023 kwalificeerde Sönmez zich voor het eerst voor een WTA-hoofdtoernooi, op het toernooi van Rosmalen. Zij stond later dat jaar voor het eerst in een WTA-finale, op het WTA 125-toernooi van Ljubljana – zij verloor van de Spaanse Marina Bassols Ribera. Door dit resultaat kwam zij binnen op de top 150 van de wereldranglijst. In 2024 had Sönmez haar grandslamdebuut op Roland Garros. Later dat jaar veroverde zij haar eerste WTA-titel, op het toernooi van Mérida, door de Amerikaanse Ann Li te verslaan. Daarmee trad zij toe tot de top 100.
Haar hoogste notering op de WTA-ranglijst is de 74e plaats, die zij bereikte in juli 2025.

### Dubbelspel
Sönmez was weinig actief in het dubbelspel. Zij debuteerde in 2017 op het ITF-toernooi van Antalya (Turkije), samen met landgenote Ebru Yazgan. Haar beste resultaat op de ITF-toernooien is het bereiken van de halve finale, op het $50k-toernooi van Trnava in 2024.
In 2022 speelde Sönmez voor het eerst op een WTA-hoofdtoernooi, op het toernooi van Istanbul, samen met landgenote Ayla Aksu met wie zij een wildcard had gekregen. Haar beste resultaat op de WTA-toernooien is het bereiken van de tweede ronde, op het toernooi van Praag 2024 aan de zijde van de Australische Priscilla Hon.

### Tennis in teamverband
In de periode 2022–2024 maakte Sönmez deel uit van het Turkse Fed Cup-team – zij vergaarde daar een winst/verlies-balans van 8–3.

## Palmares
| Legenda                 |
| ----------------------- |
| Grandslamtoernooi       |
| Olympische Spelen       |
| Year-End Championships  |
| Premier Mandatory       |
| Premier Five / WTA 1000 |
| Premier / WTA 500       |
| International / WTA 250 |
| Challenger / WTA 125    |

### WTA-finaleplaatsen enkelspel
| nr.              | finale     | toernooi      | ondergrond | tegenstandster        | score    |         |
| ---------------- | ---------- | ------------- | ---------- | --------------------- | -------- | ------- |
| gewonnen finales |            |               |            |                       |          |         |
| 1.               | 2024-11-03 | WTA Mérida    | hardcourt  | Ann Li                | 6-2, 6-1 | details |
| verloren finales |            |               |            |                       |          |         |
| 1.               | 2023-09-17 | WTA Ljubljana | gravel     | Marina Bassols Ribera | 0-6, 6-7 | details |

### Gewonnen ITF-toernooien enkelspel
| nr. | finale     | toernooi | dotatie  | ondergrond    | tegenstandster in finale | score         |
| --- | ---------- | -------- | -------- | ------------- | ------------------------ | ------------- |
| 1.  | 2020-01-12 | Antalya  | $ 15.000 | gravel        | Sapfo Sakellaridi        | 6-3, 2-6, 6-3 |
| 2.  | 2022-07-17 | Monastir | $ 15.000 | hardcourt     | Priska Madelyn Nugroho   | 6-2, 4-6, 7-6 |
| 3.  | 2022-10-16 | Sozopol  | $ 25.000 | hardcourt     | Darja Astachova          | 7-5, 6-4      |
| 4.  | 2023-01-22 | Tallinn  | $ 40.000 | hardcourt (i) | Viktória Kužmová         | 7-6, 3-6, 6-3 |

## Resultaten grandslamtoernooien
| Legenda | Legenda                          |
| ------- | -------------------------------- |
| g.t.    | geen toernooi gehouden           |
| l.c.    | lagere categorie                 |
| –       | niet deelgenomen                 |
| G       | uitgeschakeld in de groepsfase   |
| 1R      | uitgeschakeld in de eerste ronde |
| 2R      | uitgeschakeld in de tweede ronde |
| 3R      | uitgeschakeld in de derde ronde  |
| 4R      | uitgeschakeld in de vierde ronde |
| KF      | uitgeschakeld in de kwartfinale  |
| HF      | uitgeschakeld in de halve finale |
| F       | de finale verloren               |
| W       | het toernooi gewonnen            |
| w-v     | winst/verlies-balans             |

### Enkelspel
| toernooi        | 2024 | 2025 |
| --------------- | ---- | ---- |
| Australian Open | –    | 1R   |
| Roland Garros   | 1R   | 1R   |
| Wimbledon       | –    | 3R   |
| US Open         | –    |      |

### Vrouwendubbelspel
| toernooi        | 2025 |
| --------------- | ---- |
| Australian Open | –    |
| Roland Garros   | 1R   |
| Wimbledon       | 2R   |
| US Open         |      |